# Frances Bean Cobain
Pour les articles homonymes, voir Bean et Cobain.
Frances Bean Cobain Hawk, née le 18 août 1992, est une artiste visuelle américaine. Elle est l'unique enfant de Kurt Cobain et Courtney Love.

## Biographie
Frances est née le 18 août 1992 à 07h 02 au Centre médical Cedars-Sinaï à Los Angeles.  
Son deuxième prénom, Bean, a été choisi par Kurt Cobain trouvant, lors de sa première échographie, qu'elle ressemblait à un haricot. Son parrain est le chanteur de R.E.M., Michael Stipe, et sa marraine est l'actrice Drew Barrymore.
Lors de la grossesse de Love, une rumeur courut selon laquelle la chanteuse de Hole se droguait à l’héroïne. Ce scandale s'intensifie lorsque Vanity Fair publie l'article Strange Love (de Lynn Hirschberg) affirmant que Love leur a avoué se droguer, même après avoir appris sa grossesse. Love et Cobain contestent, affirmant que Vanity Fair a sorti les mots de la chanteuse de leur contexte. Finalement, les services de protection de l'enfance lancent une enquête pour vérifier leurs compétences parentales, et leur retirent la garde. Après plusieurs batailles juridiques, les époux Cobain récupèrent la garde de leur fille.
Le 1er avril 1994, Frances rend visite à son père, à l'Exodus Recovery Center à Los Angeles, alors en cure de désintoxication. C'est la dernière fois que Frances voit son père en vie. Mort depuis trois jours à son domicile de Seattle, Kurt Cobain y est découvert dans la matinée du 8 avril 1994. Frances est donc élevée par sa mère, ses tantes et sa grand-mère paternelle. Elle est de nouveau retirée de la garde de sa mère en 2003, et ne la retrouve qu'en 2005.
En 2010, Frances hérite de 37 % de l’héritage de Kurt Cobain. Elle possède les droits à l’image de son père.
Elle est également productrice exclusive du biopic dédié à son père : Kurt Cobain: Montage of Heck,

## Carrière
En 2006, elle est photographiée par le magazine Elle dans les cardigans et pantalon de pyjama de son père dans un article mettant en vedette des enfants de stars du rock dans les vêtements de leurs parents. Elle explique : « Je porte son pyjama parce qu'il le portait quand il a épousé ma mère. Il était trop paresseux pour mettre un smoking le jour de son mariage ! »,.
En 2008, Frances travaille comme stagiaire au magazine Rolling Stone.
En 2009, elle refuse le rôle d'Alice dans le film de Tim Burton, Alice au pays des merveilles.
En juillet 2010, Frances, sous le pseudonyme de "Fiddle Tim", lance une exposition d'œuvres d'art intitulée Scumfuck à La Luz de Jesus Gallery de Los Angeles,. Le 4 août 2012, elle a participé à l'exposition Mixtape sous son pseudo. Il était demandé aux artistes de choisir une chanson et créer ce que ça leur inspirait. Frances a choisi la chanson Black par The Jesus and Mary Chain. Elle est apparue cette année-là comme une chanteuse invitée sur la chanson My Space de l'album homonyme du groupe Evelyn Evelyn.

## Vie privée
Au début 2010, Frances annonce qu’elle est en couple avec Isaiah Jones Silva, leader du groupe The Rambles, Isaiah Silva, avec qui elle se fiance en 2011. Cinq ans plus tard, ils annoncent qu’ils se sont mariés lors d'une cérémonie privée, en 2014. Deux ans plus tard, Frances demande le divorce.
Un juge accorde à Silva la propriété de la guitare dont Kurt Cobain a joué sur le célèbre Unplugged à New York, que Silva a prétendu être un cadeau de mariage de Frances, avant de la vendre aux enchères pour 6 millions de dollars en 2020.
Frances se marie à Riley Hawk (fils du skateur Tony Hawk) le 7 octobre 2023. Le 17 septembre 2024, Frances Bean Cobain donne naissance à leur enfant, Ronin Walker Cobain Hawk. Frances révèle cet heureux évènement au grand public le 28 septembre via un post Instagram, avec ces mots : « Bienvenue au monde, le plus beau fils. Nous t'aimons plus que tout. »